# Chu Thị Viên
Chu Thị Viên (chữ Hán: 朱氏園; 1625 – 26 tháng 12 năm 1684), tôn hiệu Từ Mẫn Hiếu Triết Hoàng hậu (慈敏孝哲皇后), là chính thất của Hiền vương Nguyễn Phúc Tần trong lịch sử Việt Nam.

## Tiểu sử
Chu Thị Viên sinh năm Ất Sửu (1625), không rõ gia thế lẫn nguyên quán của bà. Bà Viên nhập phủ chúa khi còn khá trẻ, lúc đó chúa Hiền Nguyễn Phúc Tần vẫn còn ở nơi tiềm để, sau đó bà được lập làm Chánh phu nhân (正夫人). Bà sinh được 2 người con trai và 1 người con gái:
- Nguyễn Phúc Diễn (27 tháng 9 năm 1640 – 18 tháng 11 năm 1684), được lập làm Thế tử nhưng mất trước cha mình, Hiền vương thương tiếc tặng làm Phúc Quốc công. Có 6 con trai, 3 con gái.
- Nguyễn Phúc Thuần (1653 – 6 tháng 8 năm 1675), tức Tôn Thất Hiệp, là Nguyên soái trong cuộc giao tranh giữa hai Đàng (năm 1672). Minh Mạng truy tặng làm Quốc Uy công.
- Công nữ trưởng Ngọc Tào, không rõ truyện, có lẽ mất sớm.

Năm Giáp Tý (1684), ngày 21 tháng 11 (âm lịch), Chánh phi Chu thị qua đời, thọ 60 tuổi, được an táng tại lăng Vĩnh Hưng (nay thuộc xã Thủy Bằng, huyện Hương Thủy, Huế). Chúa Hiền truy tặng cho bà làm Tán Quốc Chánh phu nhân (贊國正夫人).
Năm Giáp Tý (1744), Vũ vương Nguyễn Phúc Khoát gia tặng cho bà làm Từ Mẫn Chiêu Thánh Trang Liệt Trang phi (慈敏昭聖莊烈莊妃).
Năm Gia Long thứ 5 (1806), vua truy tôn cho bà làm Từ Mẫn Chiêu Thánh Cung Tĩnh Trang Thận Hiếu Triết Hoàng Hậu (慈敏昭聖恭靜莊慎孝哲皇后), phối thờ cùng Thái Tông Nguyễn Phúc Tần tại Thái Miếu, ở án thứ hai bên trái. Bài sách văn tấn tôn có lời rằng:
"Có thánh quân nối trị; tức có thục đức tề gia. Cùng tôn cùng quý, là chính lễ vậy. Kính nghĩ, Từ Mẫn Chiêu Thánh Cung Tĩnh Chu Trang phi điện hạ: Dáng tốt trinh tĩnh, phép cả trang nghiêm. Hợp đức với liên nguyên, truyền sáng bởi khôn hậu, phong hóa gây từ thơ quan thư, ân trạch đầm ấm như thơ cù mộc. Khuôn mẫu đáng làm phép, thánh thiện khó hình dung. Nay, đã thành công to, nhớ lại nghiệp tốt, bèn theo điển lễ, báo đáp đức lành. Cẩn tiến sách vàng dâng tôn hiệu là Từ Mẫn Chiêu Thánh Cung Tĩnh Trang Thận Hiếu Triết Hoàng hậu, thờ chung vào gian tả nhị nhà Thái Miếu."